# Visconde de Margaride
Visconde de Margaride é um título nobiliárquico criado por D. Luís I de Portugal, por Decreto de 1 de Agosto de 1872, em favor de Luís Cardoso Martins da Costa de Macedo, depois 1.° Conde de Margaride.
Titulares
1. Luís Cardoso Martins da Costa de Macedo, 1.° Visconde e 1.° Conde de Margaride.